# Wapniska (Zbydniów)
Wapniska – część wsi Zbydniów w Polsce położona w województwie małopolskim, w powiecie bocheńskim, w gminie Łapanów.
W latach 1975–1998 Wapniska  należały administracyjnie do województwa tarnowskiego.